# Сизых (шахтёрская династия)
Шахтёрская династия из Кузбасса основана в 1940-х годах шестью братьями по фамилии Сизых. Несколько поколений семьи трудилось и трудится в настоящее время в горной отрасли шахтёрами и шахтостроителями. Общий трудовой стаж династии Сизых составляет более 350 лет.

## Члены династии

### Братья-основатели
- Василий Егорович Сизых (1921—1942) — старший из братьев-основателей династии — шахтёр, умер от воспаления лёгких в годы Великой Отечественной войны, работая на шахте в городе Караганде (Казахстан).
- Иван Егорович Сизых (1925—2001) — второй из братьев-основателей, Герой Социалистического Труда (1971)[1], Почётный шахтёр, трижды награждён орденом Ленина, медалями «За доблестный труд в Великой Отечественной войне 1941—1945 гг.», «За трудовую доблесть», «За трудовое отличие», лауреат премии Кузбасса, лауреат Государственной премии СССР, полный кавалер знака «Шахтёрская слава».
- Михаил Егорович Сизых (1928—1971) — третий брат-основатель, работал звеньевым в бригаде своего брата Ивана Сизых. Умер от инфаркта прямо в шахте.
- Николай Егорович Сизых (1932—2007) — брат-основатель династии, 40 лет проработал проходчиком в бригаде Р. Баталова в Новокузнецком шахтопроходческом управлении, полный кавалер знака «Шахтёрская слава».
- Пётр Егорович Сизых (1936—2001) — начинал трудовой путь водителем автокрана, но по настоянию братьев перешёл работать проходчиком и проработал под землёй более 20 лет.
- Сергей Георгиевич (Егорович) Сизых[2] (1938—2016) — младший брат-основатель, работал проходчиком, первый в Кузбассе полный кавалер ордена Трудовой Славы[3]. В 2008 году ему было присвоено звание «Почётный гражданин Кемеровской области». Награждён медалью «За особый вклад в развитие Кузбасса».

### Продолжатели династии
- Владимир Иванович Сизых — сын Ивана Сизых, шахтёр, прошёл трудовой путь от горного мастера до главного инженера.
- На шахте «Распадская» в Междуреченске работает внук Ивана Егоровича Сизых — Евгений Валерьевич Пупко.
- Внучка Ивана Егоровича работает на шахте «Распадская» в Междуреченске — Подкаура Вера Геннадьевна (дочь дочери Валентины)
- Зять Ивана Егоровича (муж дочери Ларисы) — Пупко Валерий Дмитриевич (1952—2007) — работал бригадиром проходчиков шахты «Ульяновская».
- Внук Ивана Егоровича — Пупко Максим Валерьевич  (1985—2007) работал проходчиком шахты «Ульяновская». (Отец и сын Пупко погибли при взрыве на шахте «Ульяновская» 19 марта 2007 года, Максиму был 21 год)[4].
- Зять Ивана Егоровича Сизых Бухтояров Геннадий Иванович (муж дочери Валентины) 36 лет отработал на шахте «Распадская».
- Сын Петра Егоровича Сизых — Василий — 20 лет отработал в Новокузнецком шахтостроительном управлении.
- Сын Петра Егоровича Сизых — Сергей — 18 лет работает проходчиком.
- Дочь Петра Егоровича Сизых — Любовь — 28 лет работает машинистом подъёма на шахте Есаульская" в г. Новокузнецке.
- Дочь Петра Егоровича Сизых — Наталья — 15 лет работает рукоятчицей на шахте «Юбилейная» в г. Новокузнецке.
- Жена Петра Егоровича Сизых — Антонина Ивановна — имеет 20 лет шахтового стажа.
- Более 30 лет отработали проходчиками в Новокузнецком шахтопроходческом управлении и на шахте «Абашевская» сын Михаила Егоровича — Владимир и сын Николая Егоровича — Анатолий.

## Трудовая деятельность
В 1943 году после смерти Василия Сизых остальные братья с семьёй были мобилизованы из Казахстана в Кузбасс, где начинала развиваться добыча коксующегося угля, необходимого для Кузнецкого металлургического комбината. В Новокузнецке братья по мере взросления начинали работать на шахтах.
Братья строили и реконструировали шахты «Байдаевская», «Абашевская», «Нагорная», «Юбилейная», «Зыряновская», «Распадская», «Новокузнецкая» и другие. На их счету более сотни тысяч метров горных выработок, семь мировых и всесоюзных рекордов. В апреле 1963 г. на строительстве шахты «Юбилейная» в г. Новокузнецке бригада Ивана Егоровича Сизых установила первый рекорд проходки стволов шахты — рекорд Кузбасса.
В январе 1969 г. на строительстве шахты «Абашевская» в г. Новокузнецке бригада Ивана Егоровича Сизых установила рекорд проходки в РСФСР. В августе 1969 г. на строительстве шахты «Абашевская-2» в г. Новокузнецке они же установили новый рекорд проходки в РСФСР. В 1971 г. бригада Ивана Сизых дала первый уголь крупнейшей в СССР шахты «Распадской» в г. Междуреченске Кемеровской области. А в 1975 году на строительстве шахты «Распадская» в г. Междуреченске Кемеровской области она установила несколько рекордов — скорость проходки составила в среднем более 110 метров ствола, вместо 70 по нормативу.

## Память
- В память о трудовых подвигах братьев Сизых и всей трудовой шахтёрской династии семьи Сизых[5], а также в память о погибших членах династии названа улица в Орджоникидзевском районе г. Новокузнецка[6].
- Мемориальная доска на доме № 5 по улице Братьев Сизых[7][8], в котором получил квартиру и жил Сергей Егорович Сизых[9][10].
- Музей трудовой славы братьев и династии Сизых открыт в школе № 83 Орджоникидзевского района города Новокузнецка.